# T-Pistonz+KMC
T-Pistonz는 일본의 4인조 유닛 음악 그룹이다. 소속사는 타이트프로이며, 레코드 회사는 업프런트 워크스→에이벡스 엔터테인먼트(FRAME 명의)이다.

## 개요
주로, 이나즈마 일레븐의 주제곡을 담당하고 있다.

## 멤버

### 현 멤버
- 톤니노 (리드 보컬)
- KMC (래퍼)
- 인치키타 (댄서)
- 히로시정 (사이드 보컬)

### 전 멤버
- 에비리나 (댄서)
- 슌마이 (댄서)
- 브라더·에이·킹 (기타)
- 브라더·히데·킹 (기타)
- 돈·링고 (드럼)

## 음반

### 싱글
- 리요 ~청춘의 이나즈마~
- 일어서는 거야
- 정말로 감사!
- 이어질거야
- 이기고서 울자!
- 이기고서 울자!/바모! 닛폰
- GOOD 키타!/건강해질거야!
- 기합으로 허리케인!!
- 우리들의 골!/또 보자...의 계절
- 슈퍼 일어서는 거야!
- 하늘까지 닿아랏!/모두 모일 거야!
- 이루면 완성되는 것 칠색알
- 안녕! 샤이닝 데이/쳐부순다크!
- 정열로 가슴이 뜨거워!
- 감동 공유!
- 초심을 KEEP ON!
- 뇌명! 블루 트레인/열풍! 파이어 버드 2호
- 진지하게 이겨주자!
- 지구를 돌려라!
- 슈퍼노바!

### 앨범
- 간바리요
- 고릴라 비트는 럭키 7
- 발각!? 티리티리 7